# Urtica membranacea
La ortiga membranosa (urtica membranacea) es una especie de planta herbácea perteneciente a la familia de las urticáceas. Es originaria de la región del Mediterráneo.

## Descripción
Se diferencia de Urtica dioica L., la más común en el territorio, por ser una planta anual, generalmente monoica, que presenta los racimos masculinos simples, con el eje ensanchado, y hojas con pelos únicamente urticantes.

## Hábitat
Planta nitrófila, ruderal, que se instala en cultivos, caminos y terrenos baldíos algo húmedos y sombreados. Se encuentra a una altitud de 190 - 1000 metros.

## Distribución
Distribuida por la región mediterránea, en la península ibérica se halla fundamentalmente localizada en las provincias marítimas. 

## Sinonimia
- Urtica caudata Vahl, Symb. Bot. 2: 96 (1791), nom. illeg.
- Urtica dubia Forssk., Fl. Aegypt.-Arab. CXXI (1775), nom. inval.
- Urtica lusitanica Brot., Fl. Lusit. 1: 205 (1804)
- Urtica membranacea raza lusitanica (Brot.) Samp., Man. Fl. Portug. 127 (1910)
- Urtica membranacea var. horrida Willk. in Willk. & Lange, Prodr. Fl. Hispan. 2: 251 (1862)
- Urtica membranacea var. subinermis Sennen, Pl. Espagne n.º 370, in sched.[1]

## Nombres comunes
- Castellano: ortiga, ortiga larga.[1]

## Etimología
La palabra latina «urtica» significa «ortiga», y la palabra latina «membranacea» significa «membranosa», por tanto, el nombre de esta planta traducido del latín al castellano es «ortiga membranosa». Su nombre se debe a sus membranas.